# خاطره (آلبوم هایده و داریوش)
آلبوم خاطره یک آلبوم استودیویی مشترک با صدای هایده و داریوش است که در سال ۱۹۸۲ میلادی (۱۳۶۱ شمسی) توسط شرکت ترانه روی نوار کاست به شماره 110 منتشر شده است. تمامی آهنگهای این آلبوم ساخته صادق نوجوکی می‌باشند. بر روی تصویر اصلی روی جلد، در کنار تصاویر نقاشی شده هایده و داریوش، این کلمات درج شده است: «خاطره - هایده و داریوش در اجرای آثاری از صادق نوجوکی».

## لیست ترانه‌ها
در آلبوم «خاطره» ۶ ترانه بر روی اول و روی دوم نوار کاست ضبط شده‌ است. مشخصات ترانه‌ها بر اساس توضیحات روی جلد نوار، به شرح جدول زیر است.
| روی نوار | شماره | نام ترانه          | خواننده | ترانه‌سرا     | آهنگساز     | تنظیم کننده | مدت (دقیقه) |
| -------- | ----- | ------------------ | ------- | ------------ | ----------- | ----------- | ----------- |
| روی اول  | ۱     | عالم یکرنگی        | هایده   | بیژن سمندر   | صادق نوجوکی | صادق نوجوکی | ۴:۵۰        |
| روی اول  | ۲     | عروسک              | هایده   | ایرج رزمجو   | صادق نوجوکی | صادق نوجوکی | ۶:۰۱        |
| روی اول  | ۳     | گل‌واژه             | هایده   | منصور تهرانی | صادق نوجوکی | صادق نوجوکی | ۳:۴۷        |
| روی دوم  | ۱     | ندیم               | داریوش  | ایرج رزمجو   | صادق نوجوکی | ناصر چشم‌آذر | ۴:۵۵        |
| روی دوم  | ۲     | روزگار نامهربون    | داریوش  | ایرج رزمجو   | صادق نوجوکی | صادق نوجوکی | ۴:۴۴        |
| روی دوم  | ۳     | نشانی از تو می‌بینم | داریوش  | ایرج رزمجو   | صادق نوجوکی | صادق نوجوکی | ۶:۳۸        |

## دیگر مشخصات آلبوم
- نوازندگان:
  - ویلن: فرید فرجاد
  - گیتار: آرمیک
  - طبل (جاز): ربرت نقلی
  - سازهای ضربی: مجید قربانیان

- مهندس ضبط: رابرت باتاگلیا (Robert Battaglia)
- طراحی جلد آلبوم: کوروش انگالی
- تشکر ویژه از: Carol Shive، Lead String & Back Vocal
- پخش: شرکت ساندکس (.Soundex Enterprises, Inc)
- تهیه کنندگان: جهانگیر طبریایی، وارطان آوانسیان
- ناشر: شرکت ترانه (Taraneh Inc. 1982, USA © ℗)
- بیوگرافی مختصر از صادق نوجوکی

## دیگر منابع
- مشخصات پشت جلد نوار کاست «خاطره»